# Dâyere
Dâyere é um filme de drama iraniano de 2000 produzido e dirigido por Jafar Panahi que critica o tratamento dado às mulheres no Irã. O filme ganhou vários prêmios, incluindo o Leão de Ouro no Festival de Cinema de Veneza em 2000.

## Enredo
O filme começa na maternidade de um hospital, onde a mãe de Solmaz Gholami fica perturbada ao saber que sua filha acabou de dar à luz uma menina, embora o ultrassom tenha indicado que o bebê seria um menino. Preocupada com a possibilidade de os pais do pai da criança forçarem o filho a se divorciar da filha, ela pede a outra filha que ligue para os tios.
Na cabine telefônica, ela passa por três jovens, incluindo Arezou e Nargess, que acabaram de escapar da prisão. As três estão tentando conseguir dinheiro para ir à vila natal de Nargess. A terceira prisioneira é imediatamente presa, enquanto tenta penhorar uma corrente de ouro, deixando apenas as duas mulheres. Enquanto espera por Arezou em um mercado, Nargess vê uma cópia de Um Campo de Trigo com Ciprestes e a confunde com uma pintura de sua cidade natal. Ela a mostra a Arezou, descrevendo o paraíso que as aguarda no final da viagem de ônibus. Arezou consegue dinheiro suficiente de um conhecido para comprar uma passagem de ônibus para Nargess. Arezou decide não ir à cidade natal de Nargess, explicando que prefere imaginá-la como um paraíso do que experimentar a coisa real. As duas se separam.
Na rodoviária, Nargess convence o funcionário a emitir uma passagem para ela, apesar de não ter um acompanhante ou uma carteirinha de estudante. Depois de comprar um presente para levar para casa, Nargess retorna ao ônibus e descobre que ele está sendo revistado pela polícia. Ela refaz seus passos em busca de Arezou, mas não consegue encontrá-la. Em vez disso, tenta encontrar outra prisioneira, Pari, que também escapou da prisão naquele dia. O pai de Pari nega agressivamente a entrada de Nargess na casa e mente que sua filha está morta. Assim que Nargess sai derrotada, os dois irmãos de Pari chegam e, furiosos, forçam a entrada na casa para "conversar" com a irmã. Pari consegue escapar e, por fim, chega a um hospital, onde encontra Elham, outra ex-prisioneira que escondeu seu passado e agora é enfermeira, casada com um médico.
Pari confessa a Elham que está grávida de quatro meses e implora que ela a ajude a abortar o bebê. Elham, preocupada em levantar suspeitas sobre seu próprio passado, reluta em fazer qualquer coisa para ajudá-la, então Pari é deixada vagando pelas ruas à noite. Sem documento de identidade, ela não consegue entrar em um hotel. Em uma esquina, ela encontra uma mãe tentando abandonar sua filhinha, na esperança de que ela encontre uma vida melhor com uma família. Ela continua vagando pela rua.
A mãe é capturada por um policial disfarçado que pensa que ela é uma prostituta, mas depois consegue escapar. Então, outra mulher, que havia sido presa como prostituta, é levada para a prisão. Ela é colocada em uma cela com outras mulheres que já conhecemos no filme, e o telefone toca do lado de fora da porta de metal. Um guarda atende e vem até a janela, chamando por Solmaz Gholami, a mulher com uma menina na primeira cena, encerrando a história em um círculo vicioso.

## Elenco
- Nargess Mamizadeh como Nargess
- Maryiam Parvin Almani como Arezou
- Mojgan Faramarzi como prostituta
- Elham Saboktakin como enfermeira
- Monir Arab como vendedor de ingressos
- Solmaz Panahi como Solmaz
- Fereshteh Sadre Orafaee como Pari
- Fatemeh Naghavi como mãe
- Abbas Alizadeh como pai de Pari
- Negar Ghadyani
- Liam Kimber como Sahij
- Ataollah Moghadas como Haji
- Khadijeh Moradi
- Maryam Shayegan como Parveneh
- Maedeh Tahmasebi como Maedeh

## Estrutura
O filme não tem um protagonista central: em vez disso, é construído em torno de uma sequência de histórias curtas interconectadas que ilustram os desafios cotidianos que as mulheres enfrentam no Irã. Cada história se cruza, mas nenhuma é completa, deixando o espectador imaginar tanto o contexto quanto o final. Todos os atores são amadores, exceto Fereshteh Sadre Orafaee, que interpreta Pari, e Fatemeh Naghavi, que interpreta a mãe que abandona sua filha.
Ao longo do filme, Panahi concentra-se nas pequenas regras que simbolizam as dificuldades da vida das mulheres iranianas, como a necessidade de usar um xador em certas circunstâncias ou a proibição de viajar sozinha. Ele frequentemente usa contrastes para ilustrar tanto a felicidade quanto a miséria na Teerã contemporânea: por exemplo, uma festa de casamento, simbolizando um final feliz, acontece ao fundo enquanto uma jovem é abandonada. Da mesma forma, a cena em que Nargess descreve a Arezou a beleza da paisagem de sua cidade natal, onde cresceu brincando com o irmão, enquanto se preocupa em apontar as imperfeições da mão do artista, é um lembrete pungente de esperança e desespero que percorrem como um fio condutor a vida de suas personagens femininas ao longo do filme.

## Recepção
Dâyere recebeu aclamação da crítica. No Rotten Tomatoes, o filme tem uma pontuação de 94% "fresco" com base em 63 avaliações, com uma classificação média de 7,8/10. O consenso do site afirma: "Sombrio, mas poderoso, Dâyere oferece uma acusação contundente das condições opressivas vivenciadas pelas mulheres no Irã." O Metacritic relata uma pontuação de 85 em 100 com base em 28 críticos, indicando "aclamação universal".